# Gautier (Mississipi)
Gautier és una població dels Estats Units a l'estat de Mississipi. Segons el cens del 2000 tenia 11.681 habitants.

## Demografia
Segons el cens del 2000, Gautier tenia 11.681 habitants, 4.260 habitatges, i 3.233 famílies. La densitat de població era de 368,5 habitants per km².
Dels 4.260 habitatges en un 38,1% hi vivien nens de menys de 18 anys, en un 54,9% hi vivien parelles casades, en un 17,1% dones solteres, i en un 24,1% no eren unitats familiars. En el 19,3% dels habitatges hi vivien persones soles el 4,5% de les quals corresponia a persones de 65 anys o més que vivien soles. El nombre mitjà de persones vivint en cada habitatge era de 2,73 i el nombre mitjà de persones que vivien en cada família era de 3,11.
Per edats la població es repartia de la següent manera: un 28,4% tenia menys de 18 anys, un 9,8% entre 18 i 24, un 30,2% entre 25 i 44, un 23,3% de 45 a 60 i un 8,3% 65 anys o més.
L'edat mediana era de 33 anys. Per cada 100 dones de 18 o més anys hi havia 94,9 homes.
La renda mediana per habitatge era de 41.244 $ i la renda mediana per família de 46.835 $. Els homes tenien una renda mediana de 33.474 $ mentre que les dones 21.622 $. La renda per capita de la població era de 17.525 $. Entorn del 15,1% de les famílies i el 17,3% de la població estaven per davall del llindar de pobresa.

## Poblacions properes
El següent diagrama mostra les poblacions més properes.